# Wu Zetian
Wu Zetian (em chinês simplificado: 武则天; chinês tradicional: 武則天; pinyin: Wǔ Zétiān); (Guangyuan, 17 de fevereiro de 624 - Luoyang, 16 de dezembro de 705), conhecida como Imperatriz Wu, foi a única mulher na história da China que ocupou o trono imperial. Embora outras mulheres tenham tido influência sobre o poder, com posição de imperatrizes consortes ou regentes, a Imperatriz Wu foi a única que reinou como soberana, chegando a proclamar a sua própria dinastia, a que chamou Zhōu (周), numa tentativa de que o seu reinado evocasse o esplendor idealizado da antiga dinastia Zhou. Esta nova dinastia interrompeu brevemente a dinastia Tang, que seria restaurada após a sua abdicação forçada, poucos meses antes da sua morte.
Seu nome em chinês, Wǔ Zétiān, é uma combinação do seu apelido Wu e do seu nome póstumo Zetian. O seu nome pessoal era Wǔ Zhào (武曌), nome que tomou quando se fez com o poder, e para ele que chegou a inventar um carácter, com o fim de ter um nome único. Antes era conhecida com nomes diversos: durante o seu reinado utilizou o nome de Shèngshén Huángdì (聖神皇帝 / 圣神皇帝), utilizando o título huángdì atribuído pelo primeiro imperador Qin Shi Huang, e que se traduz simplesmente como "Imperador".
Uma mulher pretender ocupar o posto de huángdì foi motivo para escandalizar muitos dos intelectuais da época, que viam na subida ao trono de uma mulher uma violação das normas do confucionismo. A Imperatriz Wu tentou calar estas críticas mediante o patrocínio do budismo, promovendo interpretações da doutrina budista que davam legitimidade ao seu reinado. Wu Zetian é retratado em Wu Shuang Pu (無雙 譜, Tabela de Heróis Inigualáveis) por Jin Guliang.

## Juventude
Zetian Wuhou (則天武后) era também outro nome pelo qual era conhecida, embora Zetian seja uma designação de um cargo e não um nome próprio, como comprova o Zetian Gate, em Luoyang (onde se proclamou huangdi):“ Se, como Imperatriz, o seu nome pessoal tivesse sido Zetian, seria tabu dar o mesmo nome à entrada do palácio. No entanto, não se sabe o seu verdadeiro nome próprio, pois, numa sociedade confucionista “o nome das mulheres já tinha sido há muito eliminado e eclipsado por um sistema social e político patriarcal.”
Filha de Wu Shihou, que detinha um cargo oficial, e Madame Yang (da linhagem da família imperial Sui), Wu Zhao pertencia à nobreza.
Por esta altura, apesar da sociedade chinesa ser uma sociedade patriarcal, as mulheres desfrutavam de uma relativa liberdade, comparando com outras épocas. Por essa razão, Wu Zhao teve a oportunidade de estudar a escrita e música chinesas. Isto vem-lhe a ser útil mais tarde, quando o imperador Taizong 太宗 aceita Wu Zhao no seu harém como uma consorte de nível cinco, que corresponde ao título “Senhora de Talentos” (Cairen 才人) , aos 13 anos. Wu Zhao, por esta altura, já demonstrava uma atitude bastante determinada como se vê neste excerto:
“O imperador tinha um cavalo muito selvagem que ninguém conseguia dominar e então pediu às mulheres do seu palácio alguns conselhos. Wu respondeu, ‘Eu consigo controlá-lo [o cavalo], mas irei precisar de três coisas: primeiro, um chicote de ferro; segundo, um bastão de ferro; e terceiro, um punhal. Se o chicote de ferro não o levar a obedecer eu usarei o bastão de ferro para lhe bater na cabeça, e se isso não resultar eu usarei o punhal para cortar a sua garganta.”
Esta destreza feminina impressionou Taizong, empregando-a como sua secretária durante os próximos dez anos. Segundo o autor, Yuen Ting Lee, após a morte do imperador Taizong em 649, a “Senhora de Talentos” foi enviada para o templo budista Ganye. Mas ao invés de passar o resto da sua vida como uma freira budista, o filho de Taizong, Gaozong, que sucedeu a seu pai tornando-se imperador, visita-a no primeiro aniversário da morte do seu pai. Tendo sempre uma estima especial por Wu, o imperador afasta-a do templo e leva-a de novo para a corte, desta vez nomeando-a “Lady of Bright Countenance” (zhaoyi 昭裔). Levou pouco tempo até que tivesse dois filhos com Gaozong, algo que não tinha conseguido com Taizong, e que também não tinha conseguido a imperatriz Wang, mulher de Gaozong.

## Ascensão
A imperatriz Wang, não conseguiu conceber qualquer filho com Gaozong, algo que Wu Zhao tinha feito com bastante sucesso. A relação entre as duas era tensa, pois não só Wu Zhao tinha concebido quatro filhos com o imperador, como também era uma das suas concubinas preferidas, devido ao seu elevado grau de inteligência. As histórias sobre o que terá levado à morte da imperatriz Wang envolvem Wu, concedendo-lhe uma personalidade bastante fria e até maquiavélica. A história mais popular conta da seguinte forma:
“Pouco depois da Imperatriz Wang brincar com a bebé, Wu matou a sua própria recém-nascida e culpou a Imperatriz Wang do assassinato. Gaozong acreditou nisto e rapidamente dispensou a sua Imperatriz e promoveu Wu Zhao à mesma posição; ela imediatamente mandou Wang e Xiao para a morte e exilou os seus familiares e apoiantes.”
Desde cerca de 660 que a imperatriz tinha uma presença muito acentuada no trato de assuntos do governo, devido ao facto do imperador ter sofrido um AVC e ter perdido a visão. A imperatriz não detinha qualquer poder, o imperador ainda possuía a posição hierárquica mais elevada, mas acredita-se que as suas opiniões e conselhos eram preponderantes para o imperador. Este caso é conhecido como “governando por trás da cortina”:
“A partir desta altura, cada vez que o imperador efetuava as suas taredas, a Imperatriz
Wu sentava-se por trás da cortina. Em qualquer dos temas
Do governo, ambos ouviam juntos todos
Os assuntos.”
(“Comprehensive Mirror for Aid in Government”)

## Imperatriz e Huangdi

### Educação
Enquanto imperatriz, Wu Zhao apercebeu-se do talento de uma jovem escrava na corte, Shangguan Wan’er. Esta jovem de 14 anos chamou a atenção da imperatriz através da sua inteligência e grande talento para a literatura. Esta jovem tornou-se rapidamente uma companhia permanente de Wu Zhao, ajudando-a a organizar competições de poesia, propondo o aumento da biblioteca imperial, e trazendo mais estudiosos para a corte. Esta é a razão pela qual existiram grandes poetas durante esta dinastia. Grande parte deles foram contemporâneos a Wu Zhao, pela simples razão de que se formaram durante o tempo em que Wu governava e preparava o caminho e formação destes autores.
Outra grande conquista da imperatriz adveio desta relação com Wan’er. O sistema de recrutamento de oficiais afastou-se dos critérios de integridade e de boa conduta, para critérios mais focados no talento e capacidades intelectuais. Desta forma o número de oficiais pertencentes a clãs poderosos diminuiu, dando lugar a estudiosos e talentosos aristocratas.
Nesta área a sua maior irreverência, como huangdi, foi a introdução de novos carateres chineses.  Eram entre 10 e 30 carateres que pretendiam substituir alguns carateres clássicos. O carater “zhao” 曌 (de onde vem o seu nome Wu Zhao) era um dos novos carateres conhecidos como “Chinese Characters of Empress Wu” ou “Zetian Characters”. Apesar de estes terem desaparecido após a queda da sua dinastia, continuam a ser utilizados nalguns dialetos.
Este carater (曌) é de grande importância para a própria Wu Zhao. Pela primeira vez tinha um nome próprio, reconhecido por todos. Depois de vários títulos, como “Zetian, “Cairen”, entre outros, Wu era agora conhecida pelo seu nome: Wu Zhao - único na história da China.

### Política
Durante a sua governação, Wu também conseguiu expandir o território de uma forma espantosa, sem iniciar grandes conflitos ou guerras.
Em relação à agricultura, também muito foi feito durante a dinastia Zhou, como compilação de livros sobre agricultura, construção de sistemas de irrigação, redução de impostos, e outros medidas de reforma agrária.
Mas uma das suas maiores conquistas em termos políticos, reserva-se à reabertura da Rota da Seda, que estava fechada desde 682, devido à praga. Desta forma volta a reabrir a China ao mundo, e a aumentar as trocas comerciais e culturais entre povos.

### Principais medidas
A primeira medida de Wu Zetian foi mudar o nome do estado de Tang para Zhou (Tianzhou ou Tiansou). Quando uma dinastia mudava, a história  reiniciava. Para garantir a segurança de seu reinado, ela prendeu qualquer membro da família real da Dinastia Tang e se proclamou uma encarnação do Buda Maitreya. Persuadiu os monges a forjar um livro (Livro da Grande Nuvem) que sustentasse sua reivindicação como Maitreya. Também organizou uma força policial secreta e espiões no tribunal e em todo o país. Um sistema de espionagem que serviu para avisá-la com antecedência de qualquer conspiração e ameaças ao seu reinado.
A imperatriz Wu fez alguns funcionários de alto escalão que não estavam se saindo bem a renunciar; outros ela baniu ou executou. Se livrava de qualquer pessoa que achava que não estava cumprindo suas obrigações, reformando assim a estrutura do governo. Em seus lugares, nomeava intelectuais e burocratas que considerava talentosos, ao invés de ser por status familiar ou conexões. “A transformação da sociedade chinesa no período Tang, de uma sociedade dominada por uma aristocracia militar e política para uma governada por uma burocracia acadêmica vinda da pequena nobreza, foi promovida por sua política”.
Wu Zetian obrigou os comandantes a fazerem exames militares para mostrar competência, ao invés de serem indicados por ligações familiares foram entrevistados pessoalmente. Seu sucesso nas campanhas inspirou confiança em seus generais e suas decisões nunca foram contestadas. 
Para além disso, criou um sistema “direto” de sugestões na qual a população tinha, de certa forma, uma linha de diálogo com o seu governo.

### Religião
Wu Zhao tinha uma grande ligação ao budismo, através da sua mãe, e o taoísmo devido à sua ligação profunda com o governo. Prova destas ligações pode ser encontrada em obras e registos da época. Ainda antes de tornar o budismo como religião oficial, durante o seu tempo de “governação por trás da cortina”.
Em relação ao taoísmo existem registos da participação da imperatriz em vários rituais da religião. Como por exemplo xiancan, toulong e fengshan. Esta participação nos rituais não tinha só motivos religiosos por trás, também eram claros os motivos políticos, como David Sevillano-López descreve nos excertos seguintes:
“O ritual xiancan foi realizado quatro vezes pela Imperatriz Wu entre 656 e 683, […] estava associado à sericultura, e procura propiciar uma boa produção de seda, mas também serviu para legitimar a sua crescente autoridade política.”
“O fengshan [foi] celebrado no monte Tai泰山no ano 666. […] Ao justificar a necessidade da participação da mulher neste sacrifício realizado ao Céu e à Terra, Wu Zetian pretendia consolidar a sua posição na corte, validando a sua participação aberta e ativa na vida política…” 
A implementação da dinastia Zhou só foi possível com a ajuda budista, e provavelmente o reconhecimento do budismo como religião oficial, foi uma forma de pagar este favor. Um dos exemplos desta ajuda budista está presente nos comentários ao “Great Cloud Sutra” (escrito 200 anos antes de Wu Zhao). O documento original descreve que a “Donzela Celestial de Pureza e Luz” irá reinar “sobre o território de um país com o corpo de uma mulher”. Os comentários budistas utilizam então este excerto (entre outros) para justificar vários eventos que levaram a que Wu Zhao ocupasse a posição de huangdi. Justificando, assim, uma aparente “usurpação” do trono como uma ascensão natural.
Ainda relativamente ao carater “zhao”, que veio a fazer parte do seu nome, existe uma ligação bastante intrínseca às três principais religiões e filosofias da época: confucionismo, budismo e taoísmo. O carater (曌) tem o símbolo do sol e da lua, bastante importantes a qualquer uma delas. Relativamente ao confucionismo, podemos encontrar referências no clássico “Book of Songs”: “O sol e a lua iluminam de cima o reino em baixo”. Esta ideia de iluminação também está presente no Budismo, principalmente na divindade Vairocana, com a qual Wu Zhao se identifica, que significa “Iluminando Universalmente”, assim como com Amitabha (outra divindade budista) que significa “Brilho Imensurável”. E no que diz respeito ao taoísmo, este paralelismo de sol (luz) e lua (sombra, escuridão) também fazem sentido em relação à ideia de complementaridade que os opostos têm (yin e yang). Logo, o seu novo nome não era apenas uma decisão pessoal, também tinha um significado político e religioso importante.

### Artes
A própria Wu Zhao foi autora de alguns poemas. Poemas como “Set to the tune” sobre o seu falecido marido Taizong e “Acompanying the Emperor on a Visit to Shaolin Temple” escrito depois do falecimento da sua mãe, mostram a sua dor, sofrimento e solidão desta mulher.
Também o poema “Proclaiming an Imperial Visit to the Shanglin Park on the Eight Day of the Twelfth Month” mostra como não seria fácil para uma mulher impor-se numa sociedade patriarcal como era a sociedade chinesa desta época. Neste poema Wu Zhao faz uma introdução onde descreve uma conspiração que planeavam contra ela: “…alguns oficiais pretendiam levar-me a visitar o Parque Shanglin […], de facto, eles estavam a planear uma conspiração.”

### Influência de Wu Zetian na poesia
Os primeiros imperadores expandiram as fronteiras e levaram as artes a níveis que não deixaram de influenciar o mundo oriental até hoje. As reformas administrativas da Imperatriz Wu Zetian, possibilitaram a expansão das artes. Uma vez que, a escala temática da poesia Tang era muito extensa e os poetas possuíam relativa liberdade e incentivo.
Depois de três anos como imperatriz viúva, ela se tornou a imperatriz reinante fazendo acreditar que ela era a encarnação do Buda, instituindo um sistema de competições, aberto a todos, através do qual aqueles que possuíam conhecimento poderiam ser descobertos e recompensados com altas funções administrativas dentro do estado. Assim, o conhecimento e a improvisação dos poemas, tornaram-se a prova de que a sensibilidade e o intelecto de um indivíduo, o qualificava para a liderança. Wu Zetian refinou assim uma arma política com a qual venceu a velha aristocracia, e fez com que seu reinado fosse a época do apogeu da poesia Tang.

### Arquitetura
Durante o reinado de Wu Zhao dois monumentos de grande importância, por razões diferentes, foram construídos. O primeiro pela sua complexidade arquitetónica, Mingtang, e o segundo pela irreverência da sua mensagem, Tianshu.
Num poema de Chen Zi’ang (661-702), conselheiro da imperatriz, o autor demonstra algumas preocupações em relação à extravagância de algumas obras encomendadas: 
“Ouvi dizer que o Buda
Ensinava uma doutrina pura.
Mas se assim é, para quê
Tantos ídolos de madeira dourados?”
(Tradução de António Ramos Rosa)
“O Mingtang (Salão da Iluminação) era uma construção de grande importância relacionada com o poder imperial, símbolo de um governo virtuoso”. Esta obra foi iniciada pelo Imperador e finalizada durante a governação de Wu Zhao. De todos os Mingtang construídos, os mais conhecidos são os de Wang Mang e Wu Zhao, pelo simples facto de ambos necessitarem de legitimar o seu governo, pois tinham “usurpado o trono”.

### Medidas para a agricultura
Wu Zetian teve um papel ímpar no que diz respeito à agricultura, isto pois encomendou compilações de livros para se ter eficiência na práticas agrícolas e para além disso, ordenou a criação de sistemas de irrigação e diminui os impostos que eram atribuídos ao que se produzia no campo como um incentivo a produção.
As medidas referentes à agricultura eram deveras importantes para a época, uma vez que a China tinha como sua base econômica, a agricultura, pois o território chinês era e é muito fértil, então na época das grandes dinastias como foi a de Wu, a maior parte da população era agrária. 
Para além disso a Imperatriz Wu Zetian, decretou a construção de aquedutos, que fariam parte do sistema de irrigação, alguns desses aquedutos foram construídos em Shanxi, Hebei, Henan, Shandong, Hunan, Sichuan, Zhejiang, Jiangsu, Gansu e Qinghai.
Tendo tais questões em vista é notável que, durante o governo Wu houve um grande avanço tecnológico e econômico no que diz respeito à prática agrícola.

### Dificuldades que Wu Zetian enfrentou como imperatriz
Mesmo possuindo uma educação privilegiada, se posta em comparação com outros membros oriundos da aristocracia, ou mesmo que viviam sobre a tutela do imperador, a ascensão de Wu Zetian ao trono foi conturbada, uma vez que em uma China com caráter patriarcal, uma mulher ocupar o trono imperial foi visto como algo inapropriado.[carece de fontes?]
Deste modo, após a morte de seu marido e imperador, Gaozong de Tang, o filho à assumir o trono foi Li Hong, que não permaneceu no poder devido ao seu governo, pois Li seguia os conselhos da sua esposa, lady Wey, sendo o seu braço direito, algo que não ia de acordo com os objetivos que Wu tinha para o império, sendo assim acusou o filho e sua esposa de traição, o que os levou ao exílio.
Assim, Ruizong de Tang era o próximo na linha de sucessão, no entanto foi forçado pela mãe a abdicar do trono, desta forma, Wu Zetian se autoproclamou como imperatriz da China, em um império que durou 15 anos.[carece de fontes?] E por isso é considerada por diversos pesquisadores como uma pessoa fria e calculista para conquistar a sua ascensão e manter o seu governo com “punhos de ferro”. 
A partir de 701 a sua governação começava a chegar ao fim. As irreverências de Wu Zhao, nomeadamente do foro pessoal, começavam a deixar várias pessoas desconfortáveis. Wu tinha, nesta altura, 80 anos, e detinha um vasto leque de amantes jovens. Isso era visto como uma afronta à dignidade e bom comportamento que um governante deve ter. Além disso, a partir de 704, Wu Zhao encontrava-se doente, e consequentemente as suas preocupações em relação a assuntos do estado começaram a diminuir.
Devido a esta grande contestação, a huangdi, desconfiando de todos à sua volta, começou uma “purgação” da corte, expulsando vários elementos cruciais, o que só levou ao enfraquecimento da sua entourage. Desta forma, não foi difícil expulsá-la do poder. Em 704, ao assassinarem os seus dois amantes, Wu Zhao acaba por abdicar da sua posição, dando lugar ao seu filho Zhongzong, e à sua mulher, Wei. Wu Zhao acaba por morrer um ano depois.
Wu Zhao é enterrada na província de Shanxi, mas mesmo durante a sua morte continua a causar controvérsia. O seu túmulo encontra-se em branco, não se sabendo qual a razão. Alguns autores defendem que a própria Wu Zhao não queria escrever nada sobre si própria, e queria deixar nas mãos dos outros a responsabilidade de a representarem como entenderem. Outros autores, como Mike Dash, comparam com o que aconteceu à rainha Hatshepsut do Egito, onde foi recusado inscrever qualquer epitáfio no seu túmulo na esperança de que o seu reinado fosse esquecido.